# Yves (prénom)
Pour les articles homonymes, voir Yves.
Yves est un prénom et un patronyme d’origine incertaine soit celtique ou germanique, en tant que nom de famille la forme la plus courante est Yvon,. 

## Étymologie et histoire
Le nom est latinisé en Ivo dans les textes, mais la forme germanique initiale serait Iwo; Yves représente le cas sujet de l'ancien français et Yvon, l'ancien cas régime. Il est peut-être basé sur la racine germanique iw- ou iv- qui désigne l'if, par extension l'arc (arme). Il remonte au germanique commun *iwaz devenu iwa en vieux haut allemand. On a aussi proposé une origine celtique en observant les noms de personnes gaulois Ivo (Iuo), Ivorix et Ivomagus qui remontent également au nom de l'if en gaulois : iuos ou īuos.
L'anthroponyme Yvo est mentionné à la fin du VIIIe siècle en tant que nom d'un évêque de Marseille. Il est attesté comme élément de noms de lieux d'origine scandinave créés vers le Xe siècle dans la toponymie normande, sans doute pour traduire le vieux norrois Ívarr (Yvetot, Yvetot-Bocage, Yvecrique, Ismesnil, anciennement Yvemesnil XIIe siècle). Le prénom est devenu un nom de baptême courant à cause d'Yves de Chartres (né vers 1040 - mort vers 1116).
Ce n'est que plus tard que ce prénom s'est localisé en Bretagne à cause d'Yves Hélory de Kermartin (1253 - 1303), devenu patron de la Bretagne. Yves est un correspondant approximatif du prénom breton Erwan.

## Prénom

### Variantes
- En français[7]
  - au masculin : Yves, Yvon, Yvelin, Ivelin, Yvonnet, Ivonet.
  - au féminin : Yveline, Yvelise, Yvelle, Yvelyne, Yvelyse, Yvette, Yvonne.
- En breton[8] :
  - au masculin : ERWAN, Bon, Cheun, Eenn, Evon, Hiouwain, If, Iffig, Ifig, Iv, Iven, Ivin, Ivo, Ivon, Ivonig, Iwan, Izo, Izoenn, Izoin, Izou, Mon, Noun, Nun, Soen, Von, Vonig, Yon, Youenn,Youwain, Youwan, Yuen, Yvelin, Yvig, Yvo, Yvonig, Yvonnick, Yvonnig.
  - au féminin : Iveine, Ivona, Izoène, Yvona.

Les formes bretonnes dont le radical est Iv- sont basées sur le nom français et Yvain résulte d'une francisation par Chrétien de Troyes, d'après le prénom Yves, d'un autre prénom, peut-être celtique, dont la version galloise est Owein.

### Personnes portant ce prénom
- Pour l'ensemble des articles sur les personnes portant ce prénom, consulter :
  - la liste des articles dont le titre commence par ce prénom
  - les listes produites par Wikidata : Liste des personnes de prénom « Yves » — même liste en incluant les éventuels prénoms composés qui contiennent « Yves ».